# Čakanovce (Lučenec)
Čakanovce (bis 1927 slowakisch „Čakanová“; ungarisch Csákányháza) ist eine Gemeinde im Süden der Slowakei mit 1143 Einwohnern (Stand 31. Dezember 2024). Sie gehört zum Okres Lučenec, einem Kreis des Banskobystrický kraj und ist zugleich Teil der traditionellen Landschaft Novohrad.

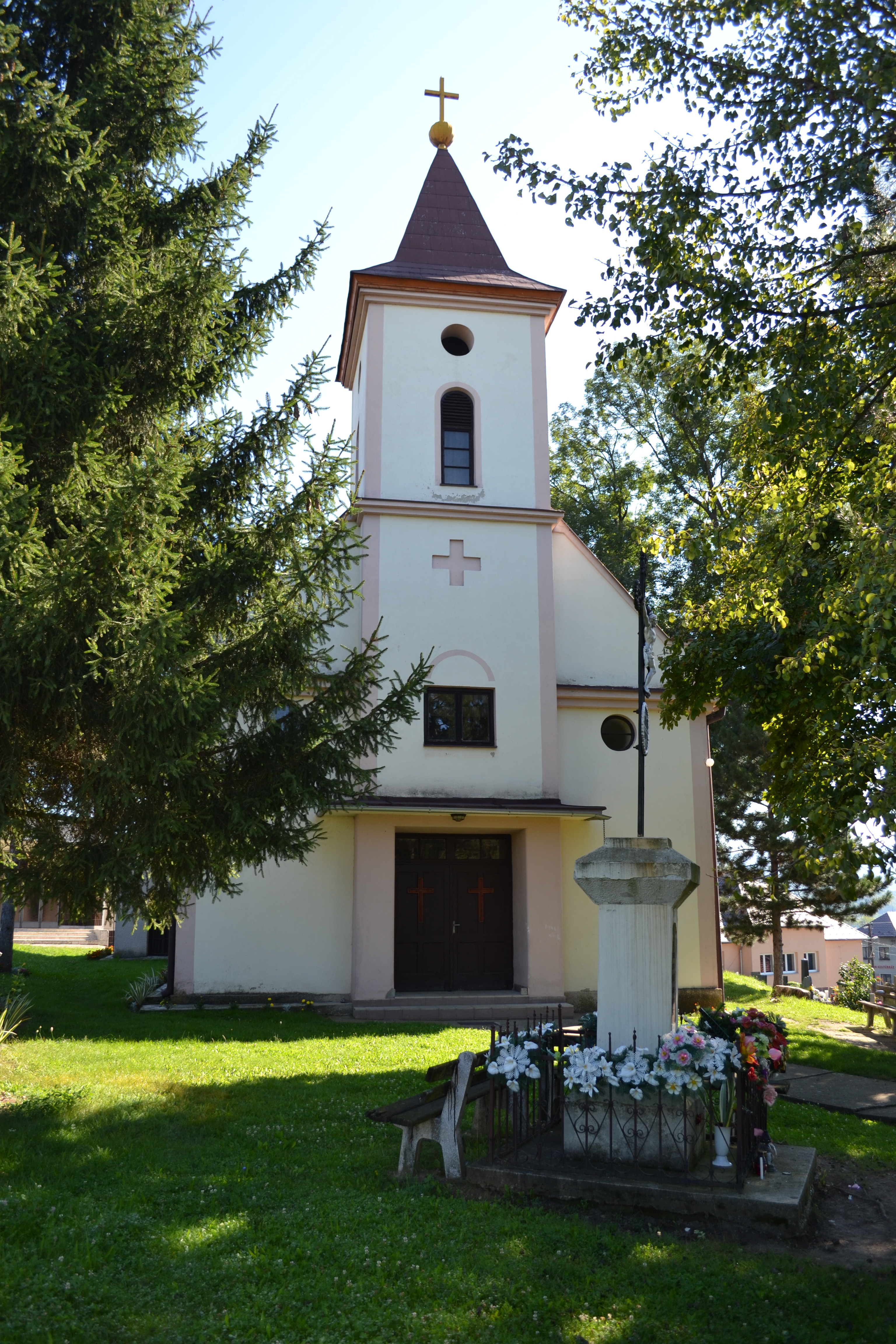
Römisch-katholische Kirche

## Geographie
Die Gemeinde befindet sich im Westteil des Berglandes Cerová vrchovina im Tal des Baches Belina (Flusssystem Ipeľ), unweit der ungarischen Grenze. Das Ortszentrum liegt auf einer Höhe von 243 m n.m. und ist acht Kilometer von Fiľakovo sowie 22 Kilometer von Lučenec entfernt.
Nachbargemeinden sind Radzovce im Norden und Osten, Šiatorská Bukovinka im Südosten, Karancsberény (H) im Süden und Südwesten, Pleš im Westen und Ratka im Nordwesten.

## Geschichte
Der Ort entstand im 13. und 14. Jahrhundert und wurde zum ersten Mal 1439 als Chakanbaza schriftlich erwähnt. Im Laufe der Jahrhunderte war er Gut verschiedener Edelmänner. Von 1554 bis 1594 gehörte das Dorf als Teil des Sandschaks Széchény zum Osmanischen Reich. Infolge ständiger Kriege verfiel es und wurde erst im 18. Jahrhundert wiederbelebt. 1828 zählte man 49 Häuser und 481 Einwohner, die in der Landwirtschaft beschäftigt waren. Ende des 19. Jahrhunderts wurden noch einige Braunkohlebergwerke in Betrieb genommen, die Ende der 1930er Jahre wieder eingestellt wurden.
Bis 1918/1919 gehörte der im Komitat Neograd liegende Ort zum Königreich Ungarn und kam danach zur Tschechoslowakei beziehungsweise heute Slowakei. Auf Grund des Ersten Wiener Schiedsspruches lag es 1938–1945 noch einmal in Ungarn.
1955 wurde die kleine Siedlung Ratka nordwestlich von Čakanovce ausgegliedert und zur selbstständigen Gemeinde erklärt.

## Bevölkerung
| Jahr                | 1994 | 2004    | 2014     | 2024    |
| ------------------- | ---- | ------- | -------- | ------- |
| Anzahl der Personen | 913  | 957     | 1153     | 1143    |
| Unterschied         |      | +4,81 % | +20,48 % | −0,86 % |

| Jahr                | 2023 | 2024   |
| ------------------- | ---- | ------ |
| Anzahl der Personen | 1125 | 1143   |
| Unterschied         |      | +1,6 % |

Gemäß der Volkszählung 2011 wohnten in Čakanovce 1111 Einwohner, davon 871 Magyaren, 98 Slowaken, 34 Roma und drei Tschechen. 105 Einwohner machten keine Angabe. 946 Einwohner bekannten sich zur römisch-katholischen Kirche, sechs Einwohner zur kongregationalistischen Kirche, vier Einwohner zur evangelischen Kirche A. B. und jeweils drei Einwohner zu den Zeugen Jehovas und zur evangelisch-methodistischen Kirche. 34 Einwohner waren konfessionslos und bei 115 Einwohnern wurde die Konfession nicht ermittelt.

## Bauwerke
- römisch-katholische Kirche im Barockstil aus der zweiten Hälfte des 18. Jahrhunderts
- Kapelle im klassizistischen Stil aus dem 19. Jahrhundert